# Batalla de Tocuyito
La Batalla de Tocuyito fue un enfrentamiento militar decisivo en el contexto de la guerra civil conocida como Revolución Liberal Restauradora que asoló Venezuela de 1899. 

## Antecedentes
El conflicto se inició cuando él caudillo liberal exiliado en Colombia, Cipriano Castro, cruzó el río Táchira con 60 compañeros volviendo a su país y empezando una larga marcha hacia Caracas para derrocar al gobierno de Ignacio Andrade. Castro sumó hombres a sus fuerzas a lo largo de su avance, obteniendo varias victorias contra todas las unidades gubernamentales que intentaron detenerlos.
Cuando Castro llegó con su ejército al centro del país el presidente Andrade envió un poderoso ejército acantonado en Valencia a detenerlo, dirigido por el ministro de Guerra y Marina, el general Diego Bautista Ferrer, secundado por el general Antonio Fernández. El asistente del ministro era Luis Napoleón Mazzei Braschi, Italiano, natural de Marciana, Marina, Isla de Elba.

## La batalla
El 14 de septiembre Castro llegó a Tocuyito con 1.600 soldados y 400 oficiales. Pronto se hicieron obvias las desavenencias entre Ferrer y Fernández, las que serán claves para la derrota de los gubernamentales ya que el presidente Andrade trajo refuerzos desde Valencia y dio órdenes contradictorias a ambos oficiales sin determinar quien estaba a cargo.
Ferrer ordenó en la madrugada del 14 de septiembre a sus tropas avanzar por el camino entre Nirgua y Valencia para ocupar un montículo llamado el Alto de Uslar, la única altura de la zona para ubicar ahí su artillería y poder atacar Tocuyito, lugar donde estaban los rebeldes. Pero simultáneamente el general Fernández ordenó a su vanguardia avanzar por el camino entre Valencia y la sabana de Carabobo, pasando por el mismo Tocuyito y dejando de lado el Alto de Uslar. A la vanguardia se le unió el grueso del ejército luego con la artillería atrás, pero esta última al estar ubicada a la espalda de sus hombres no pudo actuar efectivamente y no tuvo mayor papel en el combate.
La vanguardia cruzó el río Tocuyo por la segunda vía, tomando por sorpresa un batallón rebelde al que consiguió expulsarlo pero un contraataque rebelde del "batallón Mérida" al mando del General Tomás Pino, forzó a los gubernamentales a cruzar el río de vuelta. Castro vio su oportunidad de destruir al enemigo en desbandada y ordenó a sus hombres perseguirlos pero cuando cruzaron el Tocuyo estuvieron al alcance de la segunda línea de los andradistas que los destrozó, haciéndolos retroceder, permitiendo así a la vanguardia gubernamental ocupar un par de casas junto al río donde se atrincheraron y donde además empezaron a centrarse los combates. Viendo que no habría ataque alguno contra el Alto de Uslar por lo sucedido Castro movió el batallón que lo guarnecía y lo traslado al frente de batalla, contando además con la única pieza de artillería de su ejército. Con ella destruyó completamente una de las casas pudiendo entonces lanzar con la infantería una carga feroz con la que cruzaron el río y tomaron la otra residencia. Las tropas gubernamentales retrocedieron a la sabana cercana.
Los soldados del gobierno quedaron en campo abierto con una alta densidad de hombres en el lugar donde fueron masacrados por los rebeldes que les dispararon desde posiciones seguras. Las unidades gubernamentales no tenían un mando organizado en esos momentos y empezaron a recibir órdenes confusas. Algunas fueron enviadas por su flanco derecho a rodear al enemigo pero se encontraron con unas plantaciones de caña de azúcar donde se confundieron y terminaron disparándose entre sí por veinte minutos con graves bajas. Por el lado izquierdo no les fue mejor, atacaron el flanco enemigo pero fueron alcanzados por fuego amigo de su propia artillería que no los distinguió por no llevar banderas. El combate terminó al mediodía y Fernández dio la orden de retirada a las 16:00 horas, con sus tropas totalmente desmoralizadas.

## Consecuencias
El ejército restaurador ocupa Valencia dos días después y es nombrado Presidente del estado Carabobo, el General Tomás Pino, natural de Mucurubá, estado Mérida, en vista de su actuación destacada, e inmediatamente se inician negociaciones que le permitirán a su líder el obtener la presidencia poco después. Andrade salió del país el 19 de octubre y el día 23 del mismo mes, los rebeldes toman Caracas y Castro toma el poder.